# Six Jours de Madrid
Les Six Jours de Madrid est une course cycliste de six jours disputée au palais des sports de Madrid en Espagne. Elle a connu quatorze éditions entre 1960 et 1986.

## Palmarès
| Année    | Vainqueur                                    | Deuxième                                      | Troisième                                    |
| -------- | -------------------------------------------- | --------------------------------------------- | -------------------------------------------- |
| 1960     | Ronald Murray John Tressider                 | Luis Penalver Miguel Poblet                   | Raymond Impanis Edgard Sorgeloos             |
| 1961     | Oscar Plattner Armin von Büren               | Jorge Bátiz Miguel Poblet                     | Leandro Faggin Giuseppe Ogna                 |
| 1962     | Miguel Bover Miguel Poblet                   | Leandro Faggin Ferdinando Terruzzi            | Tom Simpson John Tressider                   |
| 1963     | Joseph De Bakker Rik Van Steenbergen         | Jorge Bátiz Guillermo Timoner                 | Julio San Emeterio Francesco Tortella        |
| 1964     | Federico Bahamontes Rik Van Steenbergen      | Guillermo Timoner Francesco Tortella          | Willi Altig Klaus Bugdahl                    |
| 1965     | Romain De Loof Rik Van Steenbergen           | José María Errandonea Francesco Tortella      | Rafael Carrasco Lucien Gillen                |
| 1966     | Walter Godefroot Emile Severeyns             | Giuseppe Beghetto Leandro Faggin              | José Manuel López Rodríguez Domingo Perurena |
| 1967     | Jan Janssen Gerard Koel                      | José Manuel López Rodríguez Arthur Decabooter | Ron Baensch Sydney Patterson                 |
| 1968-69  | Non-disputés                                 | Non-disputés                                  | Non-disputés                                 |
| 1970     | José Manuel López Rodríguez Domingo Perurena | Fritz Pfenninger Alain Van Lancker            | Jan Janssen Gerard Koel                      |
| 1971-80  | Non-disputés                                 | Non-disputés                                  | Non-disputés                                 |
| 1981     | Donald Allan Faustino Rupérez                | Miguel María Lasa Wilfried Peffgen            | Willy De Bosscher Constant Tourné            |
| 1982     | Gert Frank Avelino Perea                     | Jan Raas Leo van Vliet                        | Noël Dejonckheere Josef Kristen              |
| 1983     | Enrique Martínez Heredia René Pijnen         | Günther Schumacher Joop Zoetemelk             | Willy De Bosscher Patrick Moerlen            |
| 1984-85  | Non-disputés                                 | Non-disputés                                  | Non-disputés                                 |
| 1986 (1) | Gerrie Knetemann José Luis Navarro           | Pierangelo Bincoletto Bruno Vicino            | Alain Bondue Peter Pieters                   |
| 1986 (2) | Roman Hermann Sigmund Hermann                | René Pijnen Pello Ruiz Cabestany              | Constant Tourné Etienne De Wilde             |